# Nom propi
Els noms propis són paraules que es fan servir per identificar una cosa particular: persones, animals, llocs, edificis o altres objectes. Es diferencien dels noms comuns que anomenen tots els objectes de la mateixa classe o espècie. Es considera que els noms no volen dir gaire en si mateixos i es poden aplicar a molts individus, animals, llocs, edificis o altre, no solen ser únics. L'onomàstica és la branca de la lingüística que estudia els noms propis, i que es pot dividir en toponímia, antroponímia, zoonímia i altres. Indiquen un individu, animal, lloc o objecte particular, a vegades amb poca informació sobre les seves característiques.
La mateixa paraula pot ser un nom comú (exemple: lleó) o un nom propi: Lleó, signe del zodiac. En català, els noms propis solen tenir majúscula inicial. La majoria no tenen forma de plural i l'article serveix per indicar-ne el nombre. També hi ha noms propis que poden esdevenir noms comuns, com ara jersei que en un passat llunyà provenia de l'illa de Jersey, i en l'operació perd la majúscula i pot obtenir una marca de plural. Els noms propis de persones no és tradueixen, excepte personatges històrics, bíblics, mitològics i de ficció, noms de reis, dinasties, papes i sants.
El nom propi sovint no és únic. Per distingir-lo, al nom de les persones, per exemple, s'hi afegeix el cognom. Aleshores, si fa menester, quan el context no palesa de què o de qui es tract,a se'ls distingeix per mitjà d'altres elements. Quan aquest complement esdevé fix, rep la majúscula: Pieter Brueghel el Vell. En toponímia són freqüents els epítets geogràfics «Santa Coloma» pot rebre «d'Andorra», «de Cervelló», «de Farners», «de Gramenet» o «de Queralt». En bases de dades i informàtica hi ha moltes aplicacions que fan servir identificadors realment únics: número de sèrie, número d'identificació fiscal, número VIAF…
En el cas dels malnoms, el nom propi refereix a alguna característica d'un individu. Pot esdevenir un nom propi perquè s'aplica de forma molt preferent a l'esmentat individu: el «Xarraire», el «Capgròs» no són qualsevol persona que xerra molt o que té el cap gros, respectivament, sinó algú en una ocmunitat específica a qui se l'anomena habitualment amb aquest malnom. Fins i tot, pot passar que el malnom tingui un origen irònic i que el «Xarraire» sigui una persona molt eixuta, molt poc parladora.

## Classificació dels noms propis
- persones o antropònims, hipocorístics;
- entitats geogràfiques (toponímia), siguin rius o altres masses d'aigua (hidrònims), regions (corònims), muntanyes (orònims) o de qualsevol indret o fet geogràfic concret,[8] com ara punta, cap, estany, font, noms de vies públiques (hodònims), masies, cases, etc., però especialment els noms de poblacions (els topònims que més cas els fem);
- obres artístiques i científiques, noms de llibres;
- noms que volen destacar el caràcter únic de l'entitat (per exemple Déu, enfront dels déus; la Terra, enfront de la terra o el sòl);
- noms propis d'animals (zoònims);
- noms propis d'arbres i altres plantes (fitònims propis).